# Kadłub (lotnictwo)

Kadłub Boeinga 737 zaznaczony na brązowo

Kadłub samolotu – podstawowy zespół łączący wszystkie części statku powietrznego.
Do kadłuba jest przymocowany centropłat (do niego z kolei skrzydła (płat nośny), czasem silnik), usterzenie ogonowe lub przednie. Kadłub samolotu pasażerskiego jest cienkościenną rurą o przekroju kołowym lub owalnym.
W kadłubie mieszczą się: kabina załogi, oraz: w samolotach pasażerskich kabina pasażerska zajmująca większą część wnętrza kadłuba, a w samolotach transportowych ładownia. Pod nimi znajduje się przestrzeń wykorzystywana do umieszczania urządzeń instalacji pokładowych i przedziałów bagażowych: np. luki bagażowe w samolotach pasażerskich, a komory bombowe w samolotach wojskowych (bombowcach), zbiorniki paliwa, pomocnicze zespoły napędowe, komory podwozia oraz większość wyposażenia i instalacji.

Różne rodzaje kadłubów:
1. standardowy samolot
2. samolot ponaddźwiękowy o dużej prędkości lotu
3. samolot transportowy
4. samolot ponaddźwiękowy o dużej zwrotności
5. hydroplan
6. samolot hiperdźwiękowy.

Konstrukcja kadłuba zależy od przeznaczenia samolotu.

## Klasyfikacja
Kadłuby samolotów dzielą się pod względem konstrukcji w zależności od:
- poziomu mocowania skrzydeł do burt kadłuba – w dolnej, środkowej (na wysokości osi podłużnej kadłuba) lub górnej części jego wysokości; samolot nazywa się wówczas odpowiednio:
  - dolnopłatem,
  - średniopłatem,
  - górnopłatem, w tym górnopłat typu parasol
  - grzbietopłatem

- liczby płatów
  - jednopłat
  - dwupłat
  - trójpłat

ponadto samoloty pasażerskie w zależności od:
- szerokości kadłuba[3]:
  - samoloty wąskokadłubowe (jednokadłubowe) (o szerokości od 3 do 4 m z jednym przejściem) – najpopularniejsze, stosowane na małych i średnich dystansach,
  - szerokokadłubowe (dwukadłubowe) (od 5 do 6 m z dwoma przejściami między rzędami foteli), stosowane na długich, transkontynentalnych trasach.

- liczby pokładów:
  - jednopokładowe,
  - dwupokładowe(inne języki) (z czterema przejściami na obu pokładach), np. Airbus A380[4].

## Dwukadłubowe i bezkadłubowe samoloty wojskowe
Ponadto, choć większość samolotów ma konstrukcję składającą się z jednego kadłuba, użytkowane były również:
- samoloty dwubelkowe (z kadłubem centralnym) – myśliwiec Lockheed P-38 Lightning, samolot rozpoznawczy Focke-Wulf 189,
- samoloty dwukadłubowe – myśliwiec North American P-82 Twin Mustang, bombowiec transportowy He 111Z Zwilling,
- samoloty bezogonowe(inne języki), w tym
  - samoloty bezkadłubowe (tzw. latające skrzydło) – bombowiec strategiczny Northrop B-2 Spirit.

## Konstrukcja kadłuba

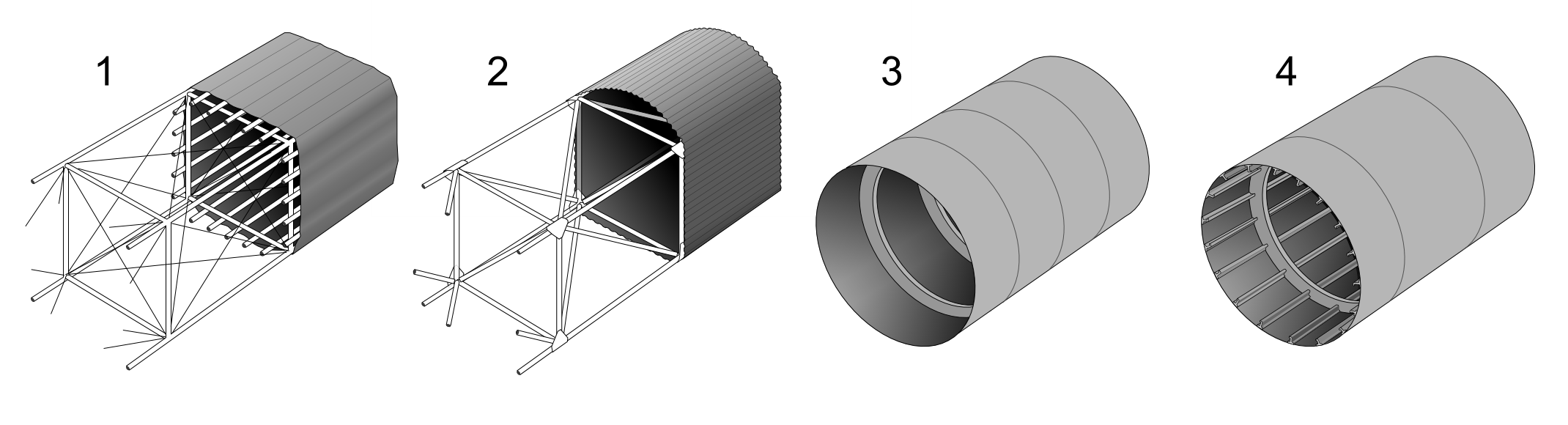
Cztery typy kadłubów lotniczych
1. Konstrukcja kratownicowa kryta płótnem
2. Konstrukcja kratownicowa kryta blachą falistą
3. Konstrukcja skorupowa
4. Konstrukcja półskorupowa

Kadłub samolotu może być skonstruowany jako:
- konstrukcja kratownicowa (ramowa) kryta płótnem lub blachą falistą – wczesne samoloty,
- konstrukcja skorupowa (monokok) – nośne pokrycie (poszycie) kadłuba,
- konstrukcja półskorupowa.

Większość współczesnych konstrukcji lotniczych ma konstrukcję półskorupową.

## Materiały konstrukcyjne
W konstrukcji samolotów stosowane są materiały o specyficznych właściwościach:
- dominuje duraluminium, współcześnie elementy duralowe stanowią około 80% struktury maszyny pasażerskiej, stosowane są też inne stopy aluminium jak awional i silumin,
- metale stopowe, używane do wykonywania elementów szczególnie obciążonych i narażonych na działanie wysokich temperatur,
- tytan i jego stopy,
- kompozyty: najpopularniejszy jest kompozyt szklano-epoksydowy, złożony z żywic epoksydowych, zbrojonych włóknem szklanych. Poza włóknami szklanymi stosuje się także włókna węglowe, włókna aramidowe m.in. kevlar[5][6]. Ich udział w konstrukcji kadłuba stopniowo wzrasta, w Boeingu 787 kadłub niemal w całości wykonano z kompozytów[7].

## Galeria

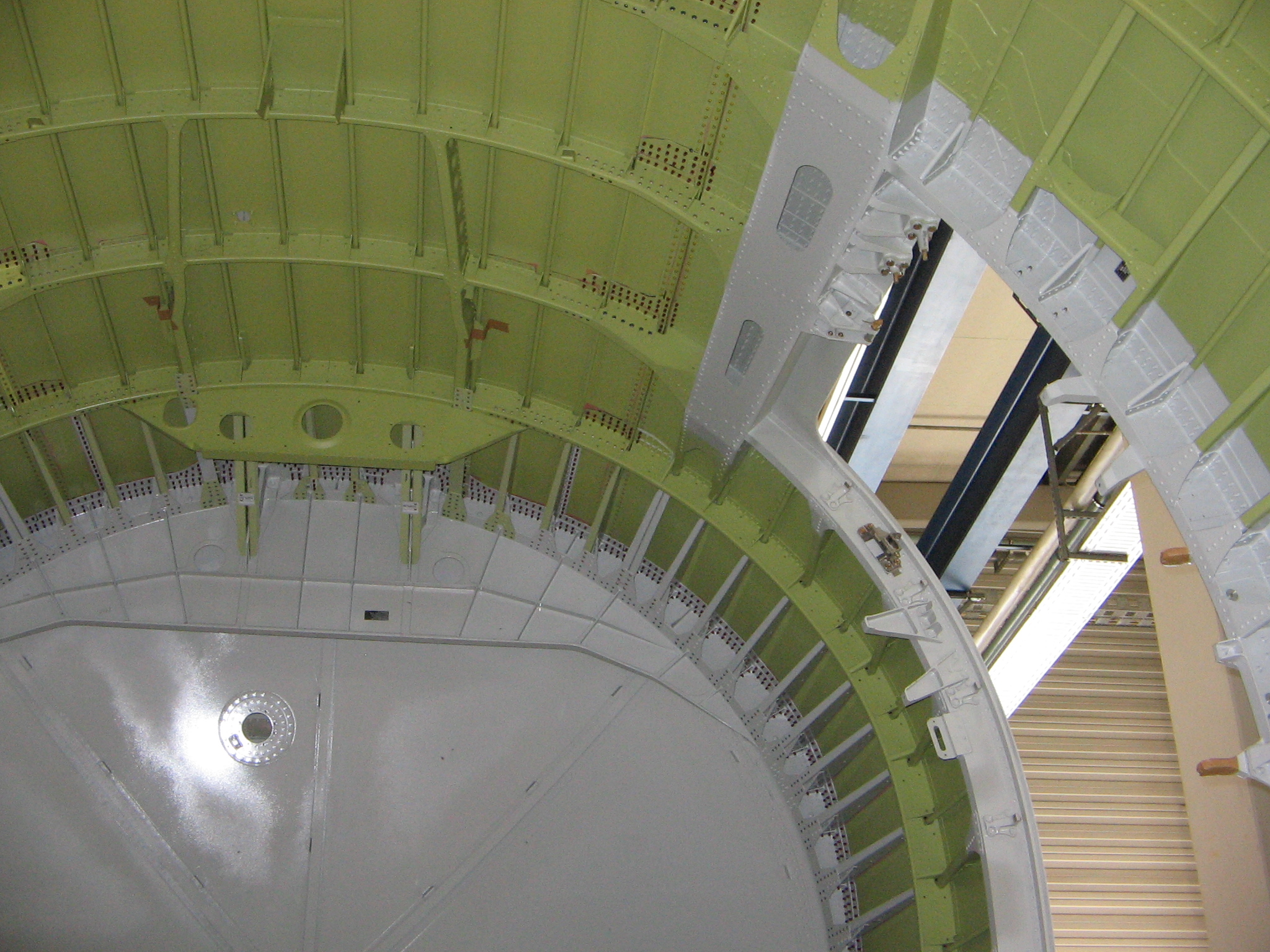
Wnętrze kadłuba Airbusa A340 z widoczną tylną przegrodą i drzwiami
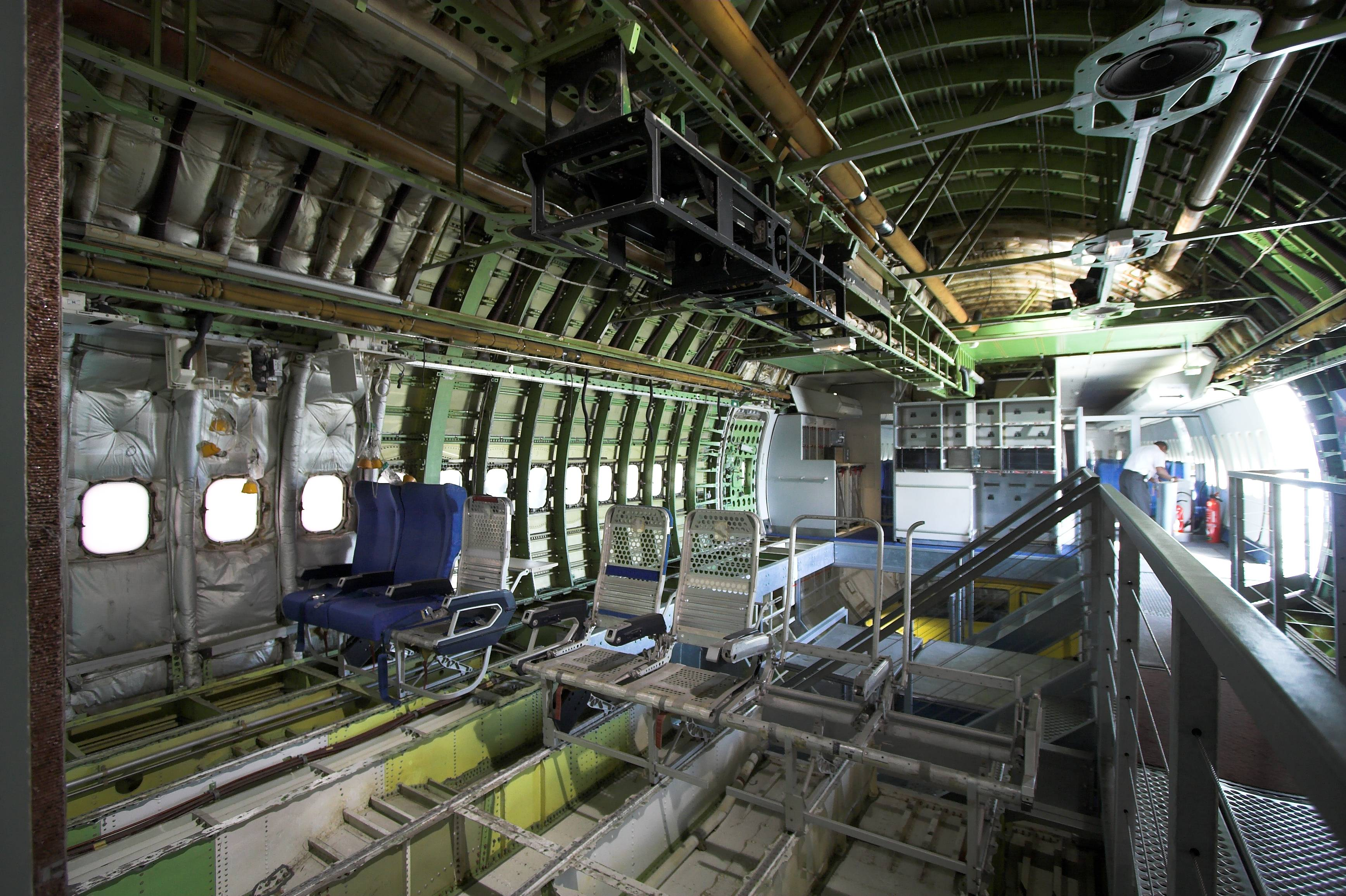
Wnętrze kadłuba Boeinga 747 (Muzeum Lotnictwa i Astronautyki Le Bourget, Francja)
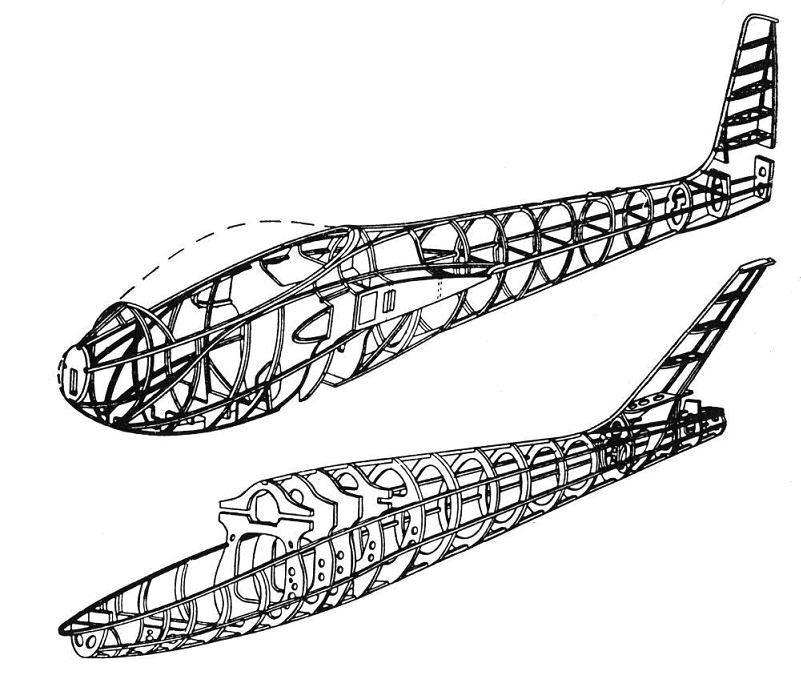
Schemat kadłuba szybowca
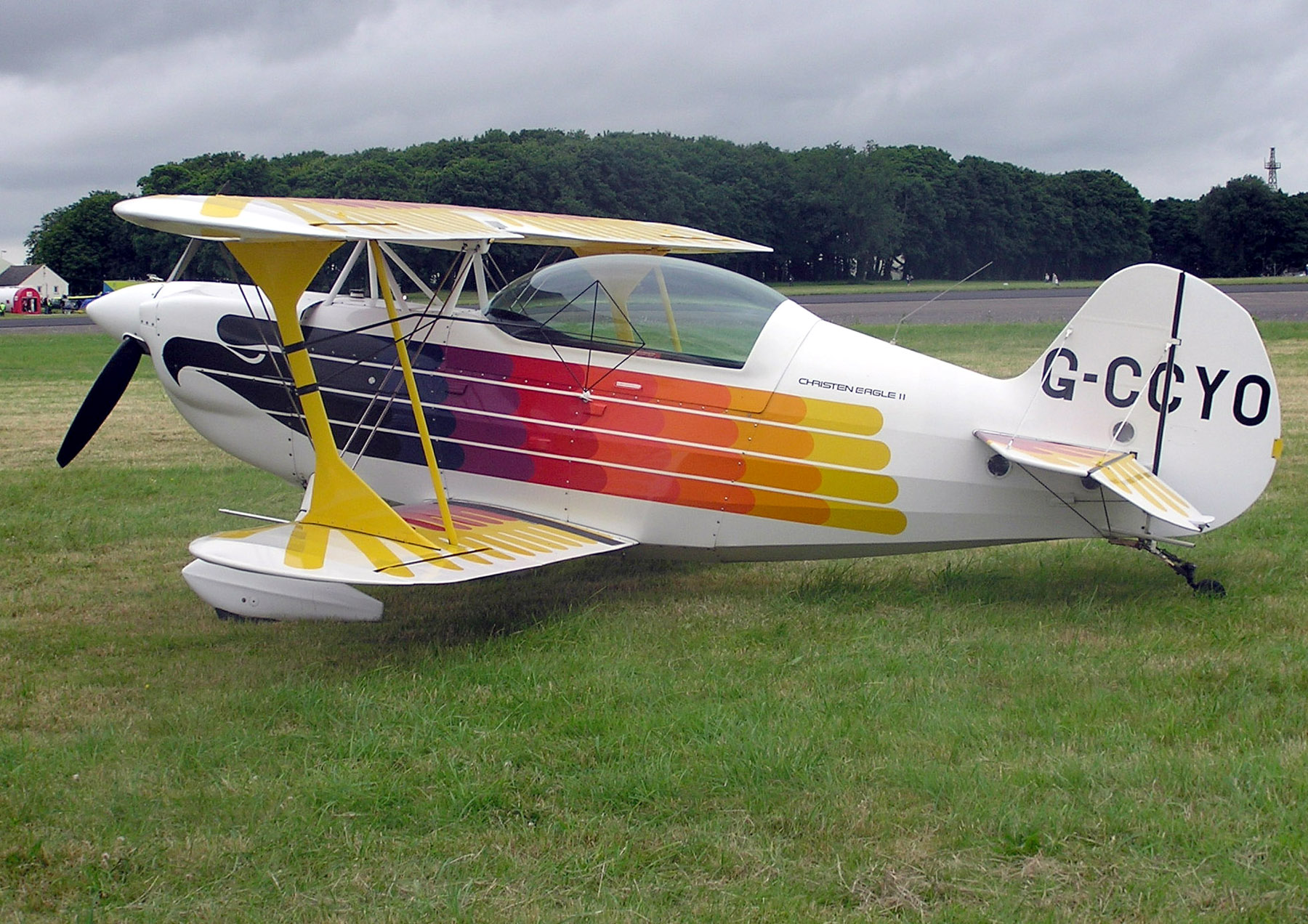
Krótki i pozornie nieaerodynamiczny kadłub awionetki